# Spire Sports Cars

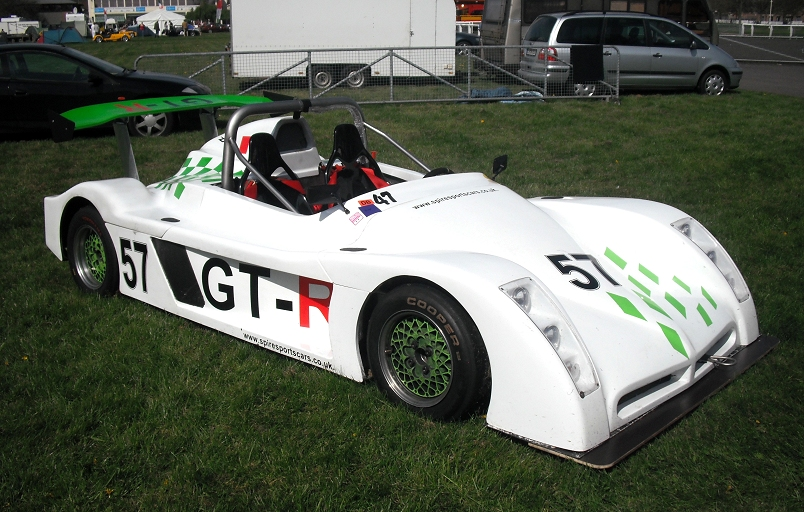
GT-R

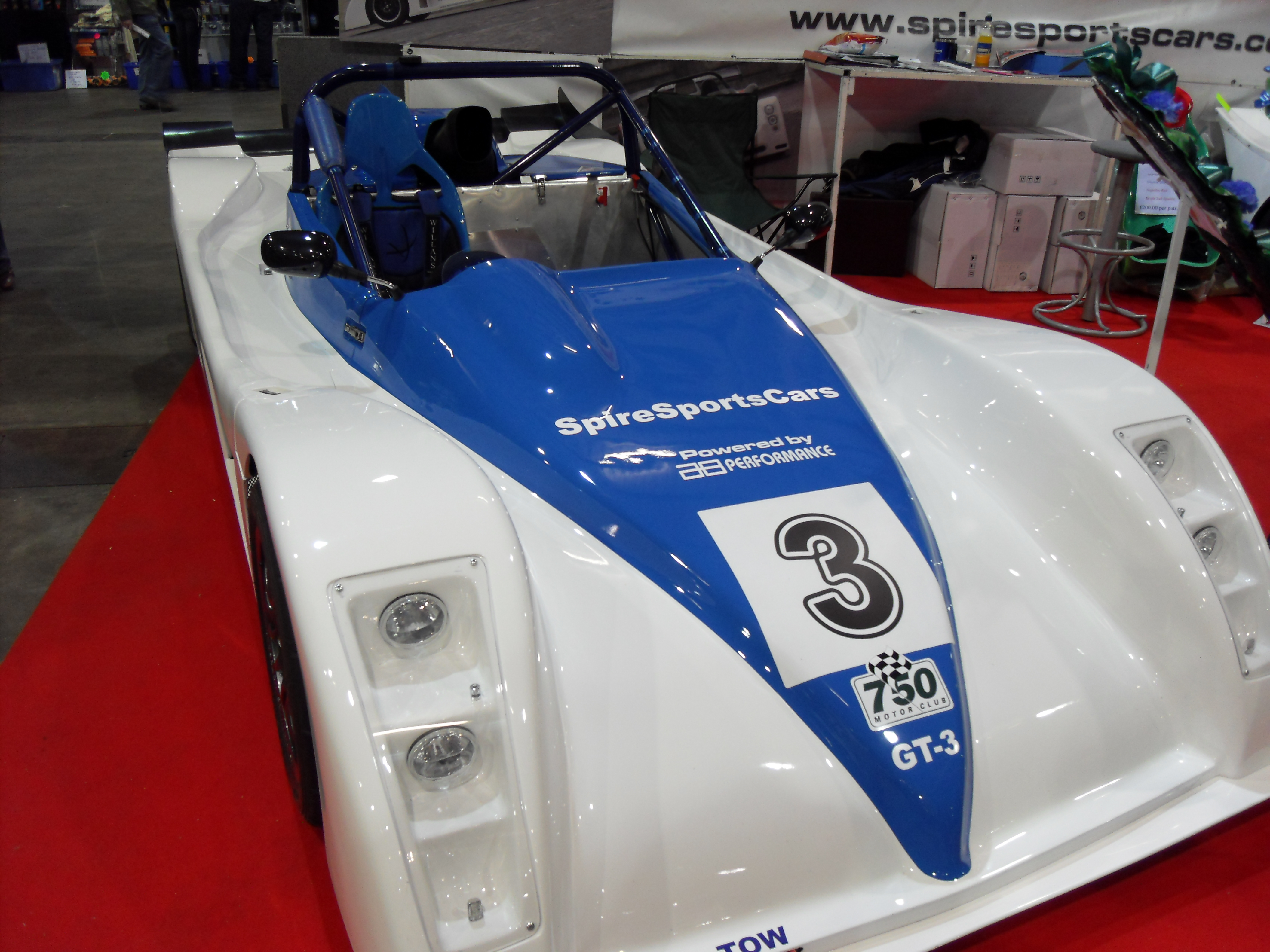
GT-3

Spire Sports Cars, zuvor Spire Sportscars, ist ein britischer Hersteller von Automobilen.

## Unternehmensgeschichte
Paul Knightingale gründete 2005 das Unternehmen Spire Sportscars in Chesterfield in der Grafschaft Derbyshire. Er übernahm ein Projekt von MK Sportscars, begann mit der Produktion von Automobilen und Kits und vermarktete sie als Spire. 2010 gründete er Spire Sports Cars in Alfreton in Derbyshire.
Insgesamt entstanden bisher über 80 Exemplare.

## Fahrzeuge
Das erste Modell GT-R (gelegentlich auch GTR geschrieben) war der Nachfolger des MK GT 2. Dies ist ein Rennsportwagen mit Straßenzulassung. Die offene Karosserie bietet Platz für zwei Personen. Verschiedene Motoren, die von Autos und Motorrädern stammen, treiben die Fahrzeuge an. Dieses Modell fand seit 2005 etwa 80 Käufer.
Der GT-3 ist ebenfalls ein offener Rennsportwagen. Er hat einen Motor von der Honda Fireblade. Das Differential stammt von R. T. Quaife Engineering. Seit 2011 entstanden etwa drei Fahrzeuge.
John Cutmore setzte diese Fahrzeuge erfolgreich bei Autorennen ein.